# 전구 (가톨릭)

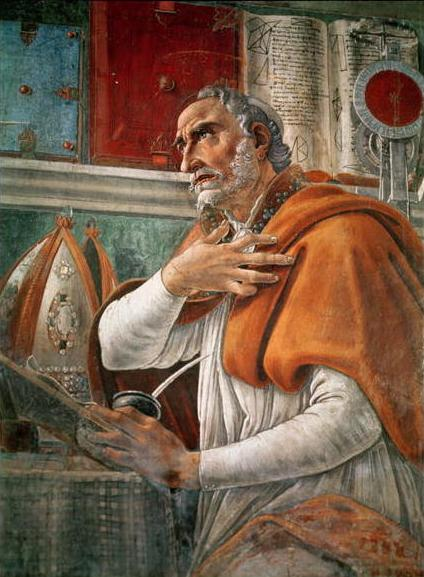
"우리가 이 위대한 사람, 주님의 선구자이신 복된 요한의 탄생일을 축하하며 우리의 축제를 즐기는 동안, 그의 기도의 도움을 요청합시다. 그는 신랑의 친구이기 때문에, 우리도 신랑께 속할 수 있는 은혜를 얻을 수 있도록 우리를 위해 전구할 수 있습니다. 우리는 그의 은총을 받을 자격이 있다고 여겨질 것입니다."– 성 아우구스티누스

성인을 향한 전구(轉求, Intercession)는 성인이 다른 사람을 위해 중보할 수 있다는 기독교 교리이다. 이때 중보란란 두 당사자 사이에 들어가 한쪽을 위해 다른 쪽에 간청하는 것을 의미한다. 교회적 용어로 중보는 주로 그리스도의 개입을 의미하며, 그 다음으로 성모 마리아, 천사, 성인들이 인간을 대신하여 개입하는 것을 의미한다.
이 교리는 가톨릭교회, 동방 정교회, 동방 아시리아교회, 오리엔탈 정교회, 그리고 일부 루터교 및 성공회에서 수용되고 대부분의 개신교 교단에서는 받아들이지 않는다. 성인에게 전구를 요청하는 관습은 3세기 이후의 기독교 문헌에서 발견된다.
4세기의 사도신경은 성도의 통공 혹은 교통에 대한 신앙을 명시하고 있으며, 일부 교회는 이를 성인의 전구를 지지하는 것으로 해석한다. 그러나 이와 유사한 관행은 유대교, 이슬람교, 그리고 개신교에서는 논란의 대상이 된다.

## 가톨릭

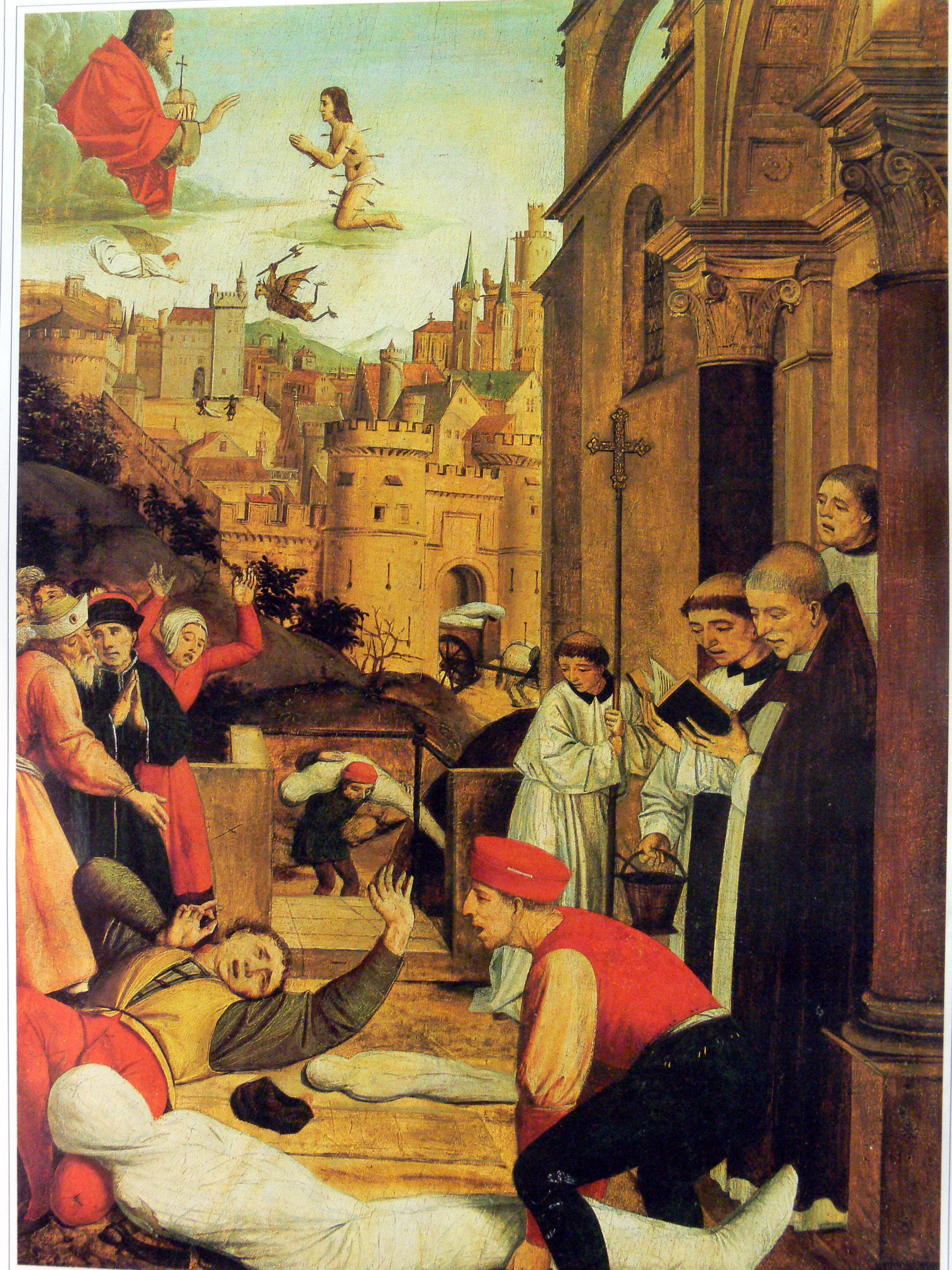
성 세바스티아누스는 유스티니아누스 페스트 동안 전염병에 걸린 한 무덤 파는 이를 위해 예수님께 간구하는 모습으로 묘사된다.이 장면은 약 1497~1499년경 요스 리퍼랭크스(Josse Lieferinxe)에 의해 그려진 작품으로, 좌측 상단에서 세바스티아노가 기도하는 모습을 확인할 수 있다.

가톨릭 교리는 성인에게 전구를 요청할 것을 권하는데, 이는 통공 교리의 응용으로 간주된다. 초기의 근거 중 일부는 순교자들이 즉시 하나님의 임재로 들어가 은총과 축복을 다른 이들을 위해 얻을 수 있다는 믿음에서 비롯되었으며, 이는 자연스럽게 순교자들을 직접 호명하고 기도하는 관습으로 이어졌다. 또한, 천사 숭배로부터도 강한 영향을 받았다. 천사 숭배는 예수 이전에도 있었으나, 속사도 시대 초기 기독교 신자들에 의해 열렬히 수용되었다.
나지안조스의 그레고리오스는 고인이 된 아버지에 대해 이렇게 말했다:
"그의 전구는 생전의 가르침보다 더 효과적이라는 것을 확신합니다. 이는 그가 육체의 속박에서 벗어나고, 그의 마음을 가리던 흙으로부터 자유로워져 하나님께 더 가까워졌기 때문입니다."
히에로니무스는 다음과 같이 썼다:
"아직 몸 안에 있을 때조차 사도들과 순교자들이 다른 사람들을 위해 기도할 수 있었다면, 그들이 스스로를 위해 여전히 염려해야 했던 그때보다, 그들이 승리의 관을 쓰고 승리를 얻은 지금이야말로 훨씬 더 강력하지 않겠습니까? 한 사람 모세는 하나님께로부터 60만 무장한 군사의 용서를 얻었고, 주님의 모방자이며 그리스도 안의 첫 순교자인 스데파노는 그의 박해자들을 위해 용서를 간청합니다. 그렇다면 그들이 그리스도와 함께하기 시작한 후에 그들의 능력이 약해지겠습니까?"
트리엔트 공의회는 성인의 전구와 호명에 대한 교리를 다음과 같이 명시하였다:
"...그리스도와 함께 다스리는 성인들은 사람들을 위해 자신들의 기도를 하나님께 드린다. 성인들에게 간절히 기도하고, 그들의 기도, 도움, 지원에 의지하여 하나님의 은총을 얻는 것은 선하고 유익하다. 이는 우리 주 예수 그리스도를 통해 이루어지며, 그분만이 우리의 구속자이자 구세주이시다."
아직 시복되지 않은 성인들에 대한 전구 기도도 개인적으로 행해질 수 있다. 이러한 기도를 통해 기적이 발생한 증거는 시복과 성인 시성 절차에서 흔히 제시된다.

가톨릭교회 교리서는 다음과 같이 성인의 전구를 설명한다:
956. 성인들의 전구. "그리스도와 더 깊이 결합된 천상의 성인들은 교회를 거룩함으로 더욱 튼튼하게 강화하고. ...그들은 하나님과 인간 사이의 유일한 중개자인 예수 그리스도를 통해 이 땅에서 획득한 공로를 바치며, 우리를 위해 아버지께 전구하는 것을 멈추지 않는다. ...이로써 그들의 형제애적 관심을 통해 우리의 약함은 크게 도움을 받는다."— 가톨릭교회 교리서

일부 가톨릭 학자들은 중세 시대의 성인들이 하늘에서 마음대로 은총을 분배한다고 상상해서는 안된다고 비판한다. 이들은 성인들에 대한 올바른 신심을 그리스도를 닮은 창조적 본보기를 통해 하나님의 활동에 응답하는 방식으로 보는 것이 가장 적절한 이해라고 말한다.
교회 일치 운동에서는 전구에 대해 다음과 같은 합의가 이루어졌다:
"성인들에게 전구를 요청하는 것은 교회의 연대성을 표현하는 것이며, 이는 모든 이들이 서로를 상호적으로 지원하도록 뜻해진 것이다. 살아 있는 사람들 간에 이루어지는 기도 요청과 유사하게, 성인에게 기도를 요청하는 것은 예수 그리스도를 통한, 세대를 초월한 연대성의 구체적 표현이다."
성인의 전구는 콥트교를 포함한 동방 정교회 및 오리엔탈 정교회에서도 중요하게 다루어진다. 또한, 일부 앵글로가톨릭주의 신자들도 성인의 전구를 믿는다.

## 개신교

### 성공회
1536년, 성공회의 최초 신앙 조항인 십개조 신조는 성인에게 기도하는 관행을 옹호하였다. 또한 1543년에 발표된 공식 종교 성명서인 왕의 책(The King's Book)에서는 성모송(Ave Maria) 기도의 중요성을 다룬 독립된 섹션이 포함되어 있었다.

그러나 1563년에 발표된 영국 성공회 39개조 신조에서는 성인의 호명("invocation of saints")을 다음과 같이 비판하였다:
"이는 헛된 것(fond thing)으로, 무의미하게 발명된 것이며, 성경에 근거하지 않고, 오히려 하나님의 말씀에 반하는 것이다." (제22조).
성공회 신학자들은 "로마식(Romish)" 성인 호명 교리와 "교부적(Patristic)" 성인 《중재》 교리를 명확히 구분하며, 후자는 허용하지만 전자는 금지한다. 주교 윌리엄 포브스(William Forbes)는 성공회에서의 성인 중재 관행을 "성인들이 그들과 함께 기도하고 그들을 위해 기도하도록 요청하는 것"으로 정의하며, 이를 성인의 옹호(advocation of the saints)라고 불렀다. 이는 성인들에게 기도하는 것이 아니라, 성인들과 함께 기도하는 것을 의미한다.

### 칼뱅주의
루터교와 마찬가지로, 엄격한 칼뱅주의자들은 사도신경에서 언급된 "성도의 교통"을 살아 있는 신자들과 사망한 신자들 모두를 포함한다고 이해한다. 그러나 사망한 성인들에게 기도하는 것은 십계명 제1조를 위반하는 행위로 간주된다.
장 칼뱅은 《기독교 강요》에서 성경은 하나님께 직접 기도하는 것을 예배의 중심 원리로 삼고 있음을 보여준다고 주장했다. 칼뱅은 시편 44편을 인용하며, "만일 우리가 우리의 하나님을 잊고, 낯선 신에게 손을 내밀었다면, 하나님께서 이를 간과하시겠는가?"라고 강조한다. 또한, 칼뱅은 모든 기도가 그리스도의 중재를 통해서만 이루어져야 한다고 가르쳤다. 그는 히브리서 13:15를 인용하며, "그의 제사장직의 중재 없이는 우리의 입술은 하나님의 이름을 찬양하기에 충분히 깨끗하지 않다"고 설명한다.
칼뱅에 따르면, 그리스도인의 기도는 "쉬지 말고 기도하라"(데살로니가전서 5:17)는 사도 바울로의 가르침에 동참하는 것이며, 이는 그리스도의 중재 덕분에 가능하다.
그러나 칼뱅은 성인에게 기도하는 행위를 "불신의 표현"으로 간주하며, 이는 "그리스도를 중재자로 만족하지 못하거나 그분에게서 이 영예를 완전히 빼앗아버린 행위"라고 비판했다.

### 감리교
1784년 감리회 종교 강령의 제14조는 성공회의 39개조를 반영하며, 성인 호명을 다음과 같이 거부한다:
"이는 헛된 것(fond thing)으로, 무의미하게 발명되었으며, 성경에 근거하지 않고, 오히려 하나님의 말씀에 반하는 것이다."

## 같이 보기
- 그리스도의 중재
- 성령의 중보
- 수호성인
- 성전 (장소)
- 공경지례
- 중보기도